# Turistická značená trasa 0001
 Turistická značená trasa 0001 je pěší trasa Klubu českých turistů značená červeným pásovým značením. Pod číslem 0001 je vedena v evidované délce 157 km a je tak jednou z nejdelších českých pěších značených tras; začíná na berounském Husově náměstí a vede přes Svatý Jan pod Skalou a Karlštejn na jihozápadní okraj Prahy, dále na jih od Prahy k soutoku Vltavy a Sázavy a pak proti proudu Sázavy až do Chřenovic v okrese Havlíčkův Brod na Vysočině. Na obou koncích na ni navazují další červeně značené trasy.

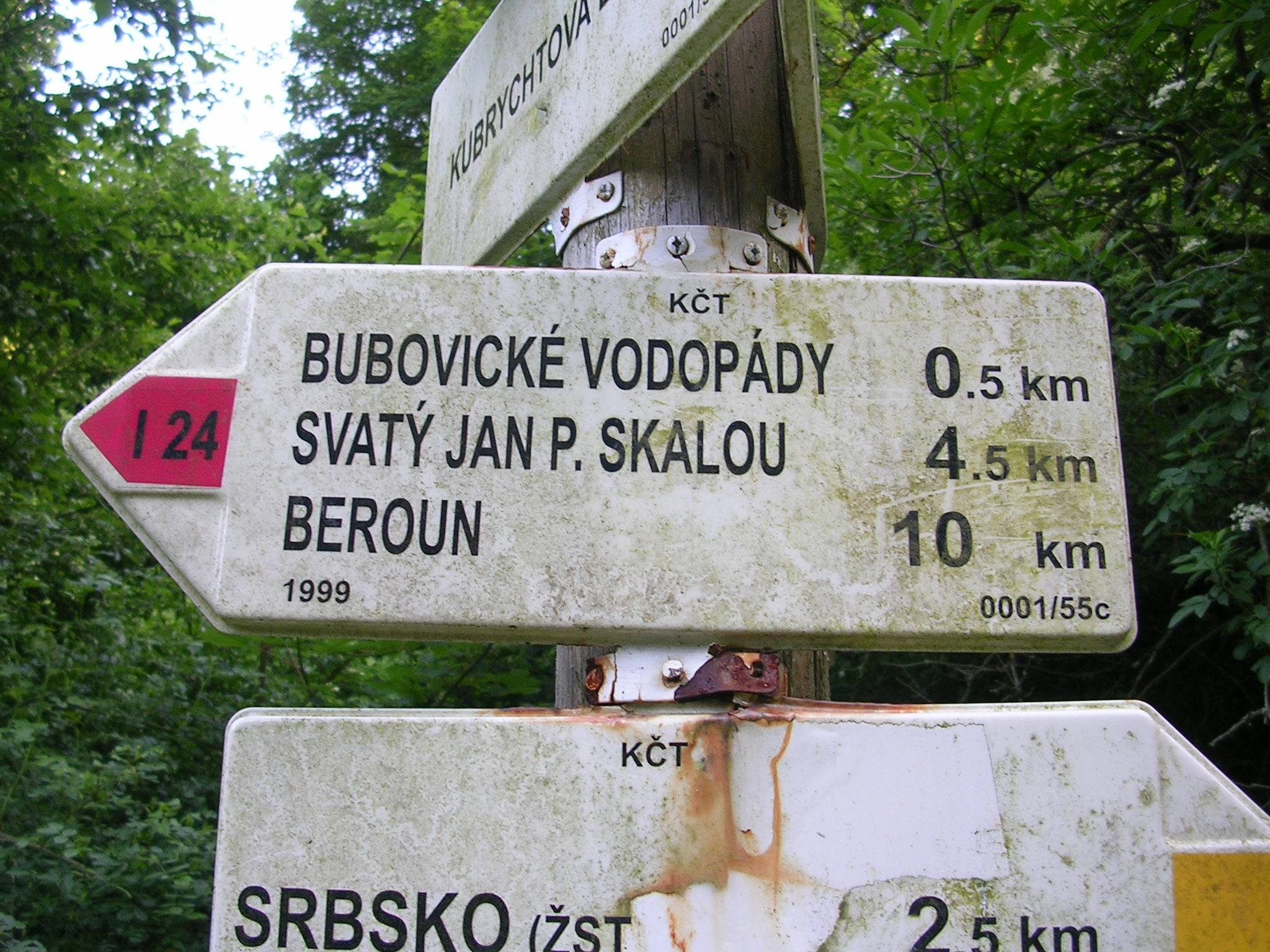
Směrovka na rozcestí u Kubrychtovy boudy u Srbska. Ve hrotu je vyznačena mezinárodní cesta svatého Jakuba označením I24.

Úsek z Berouna přes Svatý Jan pod Skalou na Karlštejn, vyznačený poprvé roku 1889, je nejstarší dochovanou a historicky druhou nejstarší značenou turistickou trasou KČT na území České republiky (první byla již zaniklá stezka u Svatojánských proudů) a nese název Cesta Vojty Náprstka po zakladateli Klubu českých turistů. Část úseku podél řeky Sázavy je označena jako Posázavská stezka. V úseku z Karlštejna na Zbraslav je po červené trase 0001 vedena evropská dálková trasa E10 a v úseku Praha-Zbraslav – Beroun je ve hrotech směrovek číslem I24 značena česká větev Svatojakubské cesty.
Úsek od Zvíkovce do Nižboru byl před rokem 2018 oddělen jako turistická trasa  0058, úsek z Nižboru do Berouna byl bez náhrady zrušen.

## Popis trasy
| Km    | Místo                        | Navazující a křižující trasy | Souřadnice                       | Nadm. výška |
| ----- | ---------------------------- | ---------------------------- | -------------------------------- | ----------- |
| 0     | Beroun (nám.)                | 0030, 0033, 1014, 1025       | 49°57′49″ s. š., 14°4′22″ v. d.  |             |
| 0,5   | Beroun (žst)                 | 1014, 3111                   | 49°57′32″ s. š., 14°4′32″ v. d.  |             |
| 2     | Beroun — nemocnice           |                              | 49°57′48″ s. š., 14°5′33″ v. d.  |             |
| 5     | Dub na Herinkách             | 6042                         | 49°58′6″ s. š., 14°6′55″ v. d.   | 406 m       |
| 6     | Svatý Jan pod Skalou (rozc.) | 6042                         | 49°58′14″ s. š., 14°7′46″ v. d.  | 250 m       |
| 6,5   | Svatý Jan pod Skalou         | 6042                         | 49°58′9″ s. š., 14°8′1″ v. d.    |             |
| 7,5   | Propadlé vody (rozc.)        | 3082                         | 49°58′0″ s. š., 14°8′34″ v. d.   |             |
| 8,5   | Boubová                      | 1073                         | 49°57′49″ s. š., 14°9′5″ v. d.   | 350 m       |
| 10,5  | Bubovické vodopády           |                              | 49°56′54″ s. š., 14°9′14″ v. d.  | 298 m       |
| 11    | Kubrychtova bouda            | 1104                         | 49°56′44″ s. š., 14°9′21″ v. d.  |             |
| 12    | Králova studně               |                              | 49°56′38″ s. š., 14°9′41″ v. d.  |             |
| 13,5  | Dub sedmi bratří             | 1012, 6161                   | 49°56′51″ s. š., 14°11′ v. d.    |             |
| 14,5  | Karlštejn (hrad)             |                              | 49°56′25″ s. š., 14°11′15″ v. d. | 290 m       |
| 15    | Karlštejn (pod hradem)       | 6041                         | 49°56′19″ s. š., 14°11′24″ v. d. | 255 m       |
| 18,5  | Mořinka                      |                              | 49°56′20″ s. š., 14°14′8″ v. d.  |             |
| 20,5  | Karlické údolí               |                              | 49°56′43″ s. š., 14°15′21″ v. d. |             |
| 22,5  | Vonoklasy                    | 1012, 3047, 6137             | 49°57′1″ s. š., 14°16′36″ v. d.  |             |
| 24,5  | Solopisky                    |                              | 49°57′42″ s. š., 14°17′35″ v. d. |             |
| 26    | Kulivá hora (rozc.)          | 1026, 3039                   | 49°58′14″ s. š., 14°18′35″ v. d. |             |
| 26,5  | Sulava, rozcestí             | 3039                         | 49°58′10″ s. š., 14°18′46″ v. d. |             |
| 30,5  | Radotín                      |                              | 49°58′54″ s. š., 14°21′44″ v. d. |             |
| 34    | Zbraslav (nám.)              |                              | 49°58′34″ s. š., 14°23′36″ v. d. |             |
| 35    | Zbraslav (žst)               | 1013, 1035, 3036, 6078       | 49°58′19″ s. š., 14°23′58″ v. d. | 197 m       |
| 37    | Károvské údolí               | 6078                         | 49°57′19″ s. š., 14°23′44″ v. d. |             |
| 38    | Jarov (žst)                  | 1035                         | 49°56′51″ s. š., 14°23′47″ v. d. |             |
| 39,5  | Ohrobská                     | 6071                         | 49°56′23″ s. š., 14°24′25″ v. d. | 341 m       |
| 41,5  | Vrané nad Vltavou            | 6071                         | 49°56′21″ s. š., 14°23′1″ v. d.  | 211 m       |
| 42,5  | V Dolích                     | 6071                         | 49°55′58″ s. š., 14°23′20″ v. d. | 232 m       |
| 44,5  | Nová Březová                 |                              | 49°55′14″ s. š., 14°23′55″ v. d. | 340 m       |
| 47,5  | Oleško                       |                              | 49°54′2″ s. š., 14°24′25″ v. d.  | 349 m       |
| 49    | Libřice                      | 1037                         | 49°53′33″ s. š., 14°24′26″ v. d. |             |
| 50    | Davle (žst)                  | 3041, 6075                   | 49°53′16″ s. š., 14°23′55″ v. d. |             |
| 52    | Petrov Chlomek               |                              | 49°52′35″ s. š., 14°24′35″ v. d. | 205 m       |
| 53,5  | Pikovice (rozc.)             | 3042, 3043                   | 49°52′41″ s. š., 14°25′39″ v. d. |             |
| 54,5  | Na stezce                    | 3043                         | 49°52′34″ s. š., 14°26′21″ v. d. | 210 m       |
| 57,5  | Pod Třebsínem (rozc.)        | 3043                         | 49°51′30″ s. š., 14°27′54″ v. d. |             |
| 59,5  | Žampach (rozc.)              | 1095                         | 49°52′12″ s. š., 14°29′28″ v. d. |             |
| 61,5  | Kamenný Přívoz               | 3005, 3062                   | 49°51′42″ s. š., 14°30′18″ v. d. |             |
| 63    | Kamenný Přívoz (žst)         |                              | 49°51′59″ s. š., 14°31′2″ v. d.  |             |
| 64,5  | Prosečnice (žst)             | 6074                         | 49°51′48″ s. š., 14°31′58″ v. d. |             |
| 66    | Horní Požáry                 | 1040, 6074                   | 49°52′18″ s. š., 14°32′31″ v. d. | 423 m       |
| 70    | Dolní Požáry                 | 1040                         | 49°51′26″ s. š., 14°34′27″ v. d. | 321 m       |
| 71    | Holý vrch (rozc.)            | 1040                         | 49°51′9″ s. š., 14°34′59″ v. d.  | 347 m       |
| 71,5  | Zbořený Kostelec (rozc.)     | 3094                         | 49°51′13″ s. š., 14°35′25″ v. d. | 265 m       |
| 74    | Ledce                        |                              | 49°51′14″ s. š., 14°37′21″ v. d. |             |
| 77    | Nespeky                      | 1034                         | 49°51′39″ s. š., 14°39′27″ v. d. |             |
| 79    | Borová Lhota                 |                              | 49°51′25″ s. š., 14°40′41″ v. d. |             |
| 81    | Pyšely (žst)                 | 1039                         | 49°51′42″ s. š., 14°41′50″ v. d. |             |
| 82    | Čerčany (žst)                | 3001, 6068, 6069             | 49°51′5″ s. š., 14°42′9″ v. d.   |             |
| 83    | Čerčany (rozc.)              | 6069                         | 49°51′32″ s. š., 14°42′37″ v. d. | 285 m       |
| 84    | Lštění (most)                | 1027                         | 49°51′56″ s. š., 14°43′3″ v. d.  |             |
| 86    | Zlenice-Hláska (zříc.)       | 6103                         | 49°52′56″ s. š., 14°43′44″ v. d. |             |
| 87,5  | Poddubí, outdoor centrum     | 1037                         | 49°53′4″ s. š., 14°44′45″ v. d.  | 271 m       |
| 90    | Hvězdonická lávka            | 6069                         | 49°52′26″ s. š., 14°46′10″ v. d. | 275 m       |
| 90,5  | Poddubí (rozc.)              | 6067                         | 49°52′28″ s. š., 14°46′45″ v. d. |             |
| 92,5  | Chocerady (kostel)           | 0026, 1038, 6067             | 49°52′20″ s. š., 14°48′13″ v. d. |             |
| 95,5  | Kloučky (chat.osada)         | 6081                         | 49°53′15″ s. š., 14°50′9″ v. d.  |             |
| 97    | Na Marjánce                  |                              | 49°53′11″ s. š., 14°51′25″ v. d. |             |
| 98    | Pyskočely                    |                              | 49°52′50″ s. š., 14°51′40″ v. d. | 280 m       |
| 101   | Sázava klášter (uzel zn.)    | 1049, 3078, 3079, 6129       | 49°52′36″ s. š., 14°53′49″ v. d. |             |
| 101,5 | Náměstí V + W                |                              | 49°52′32″ s. š., 14°54′10″ v. d. |             |
| 103   | Sázava (lávka)               | 6129                         | 49°52′55″ s. š., 14°54′38″ v. d. | 290 m       |
| 106,5 | Mrchojedy                    |                              | 49°51′57″ s. š., 14°56′31″ v. d. | 418 m       |
| 107,5 | Talmberk                     |                              | 49°52′ s. š., 14°57′17″ v. d.    | 350 m       |
| 110   | Ledečko                      |                              | 49°51′3″ s. š., 14°57′2″ v. d.   |             |
| 112   | Rataje zámek                 | 3080                         | 49°50′31″ s. š., 14°57′23″ v. d. |             |
| 113   | Rataje n/S (žst)             |                              | 49°50′38″ s. š., 14°57′3″ v. d.  |             |
| 113   | Rataje zastávka (žst)        |                              | 49°50′40″ s. š., 14°56′55″ v. d. |             |
| 115   | Malovidy                     | 6011                         | 49°49′41″ s. š., 14°56′40″ v. d. |             |
| 117   | Český Šternberk (žst)        |                              | 49°48′47″ s. š., 14°56′5″ v. d.  |             |
| 118   | Český Šternberk              | 1049, 3079, 6068             | 49°48′38″ s. š., 14°55′41″ v. d. | 312 m       |
| 120,5 | Pod Brtnicí (rozc.)          | 1049                         | 49°47′35″ s. š., 14°55′36″ v. d. | 366 m       |
| 123,5 | Soběšín (most)               |                              | 49°47′21″ s. š., 14°57′15″ v. d. | 318 m       |
| 128   | Pelíškův Most                |                              | 49°47′23″ s. š., 14°59′30″ v. d. |             |
| 131   | Kácov (zám.)                 |                              | 49°46′40″ s. š., 15°1′46″ v. d.  |             |
| 131,5 | Kácov zastávka (žst)         | 1047                         | 49°46′35″ s. š., 15°1′56″ v. d.  |             |
| 134   | Jedlina                      |                              | 49°45′56″ s. š., 15°3′18″ v. d.  | 495 m       |
| 137   | Chabeřice                    |                              | 49°45′2″ s. š., 15°4′20″ v. d.   |             |
| 140,5 | Zruč nad Sázavou             | 0048, 3107                   | 49°44′31″ s. š., 15°6′15″ v. d.  |             |
| 142,5 | Horka nad Sázavou (žst)      | 1098                         | 49°44′22″ s. š., 15°7′42″ v. d.  |             |
| 145,5 | Laziště (žst)                |                              | 49°43′47″ s. š., 15°9′41″ v. d.  |             |
| 147,5 | Vlastějovice                 | 6046                         | 49°43′53″ s. š., 15°10′30″ v. d. |             |
| 148   | Vlastějovice (žst)           |                              | 49°43′45″ s. š., 15°10′21″ v. d. |             |
| 149   | Budčice                      |                              | 49°43′17″ s. š., 15°10′59″ v. d. |             |
| 152   | Chřenovice (žst)             |                              | 49°42′45″ s. š., 15°11′41″ v. d. |             |
| 154,5 | Chřenovice                   |                              | 49°43′1″ s. š., 15°13′4″ v. d.   |             |
| 157   | Chřenovice-Podhradí (žst)    | 0454, 1098                   | 49°42′32″ s. š., 15°14′14″ v. d. | 350 m       |